# Obra poètica de Carmelina Sánchez-Cutillas
La Obra poética de Carmelina Sánchez-Cutillas es el conjunto de las obras poéticas de la escritora valenciana Carmelina Sánchez-Cutillas, que incluyen Un món rebel, Conjugació en primera persona, Els jeroglífics i la pedra de Rosetta, Llibre d'amic e amada y Dos poemes solts.
Los primeros dos poemarios los publicó por cuenta propia en la década del 1960, en pleno desarrollo del realismo social, con prólogos de Francesc Almela y Vives y Vicent Andrés y Estellés. Se han relacionado estas obras con la obra de Esteller, Miquel Martí y Polo o Joan Salvado Papasseit. Els jeroglífics i la pedra de Rosetta está considerado el mejor poemario de la escritora, a pesar de su dificultad hermenéutica y uno de los mejores de la investigación formal y estética del País Valenciano a la década del 1970. El Llibre d'amic e amada es el último libro de versos publicado de Sánchez-Cutillas, que conecta con los poemarios de los años sesenta temática y estilísticamente.

## Historia
Sus primeros poemarios los escribió en castellano y fueron: Virazón y Terral, y Versos para un río muerto, que no tuvieron ninguna relevancia.
En general su poesía tuvo poca importancia literaria,  excepto entre amigos. De hecho, sus poemas tuvieron reconocimiento antes por la Universidad de kentucky, la cual premió su obra, convirtiéndose en la primera institución en otorgarle un premio por Un món rebel.  Esta obra quedó finalista del Premio Valencia de Poesía de la Diputación de Valencia, en 1964. En España, tanto Un món rebel como Conjugació en primera persona tuvieron que ser publicados por la propia Carmelina.
El Llibre d’amic e Amanda, recibió una subvención del Ayuntamiento de Valencia en 1980 para publicarlo.
Escribió codolades, composiciones en versos octosílbos de carácter humorístico y satírico.
También fue galardonada en “los Juegos Florales de Lo Rat Penat.